# Ritzendorf (Gemeinde Kreuttal)
Ritzendorf ist eine Ortschaft der Gemeinde Kreuttal in Niederösterreich.
Der Ort befindet sich im äußersten Südwesten des Gemeindegebietes und gehört zur Katastralgemeinde Hornsburg. Ritzendorf liegt aber viel näher an Weinsteig oder Hetzmannsdorf, die bereits im Bezirk Korneuburg liegen. Die Siedlung besteht nur aus ein paar Häusern, dennoch ist Ritzendorf bekannt: Jährlich werden dort nationale wie internationale Reitturniere abgehalten.